# Sommette-Eaucourt
 Sommette-Eaucourt  es una población y comuna francesa, en la región de Picardía, departamento de Aisne, en el distrito de Saint-Quentin y cantón de Saint-Simon.

## Demografía
| 188 | 172 | 173 | 139 | 150 | 157 |
| Para los censos de 1962 a 1999 la población legal corresponde a la población sin duplicidades (Fuente: INSEE [Consultar]) |     |     |     |     |     |